# Каламата (дим)
Калама́та (греч. Δήμος Καλαμάτας) — община (дим) в Греции, в южной части полуострова Пелопоннеса на побережье залива Месиниакоса Ионического моря. Входит в периферийную единицу Месинию в периферии Пелопоннес. Население — 69 849 жителей по переписи 2011 года. Площадь — 440,313 квадратного километра. Плотность — 158,63 человека на квадратный километр. Административный центр — Каламата. Димархом на местных выборах 2014 года избран Панайотис Никас (Παναγιώτης Νίκας).
В 2011 году по программе «Калликратис» к общине Каламате присоединены упразднённые общины Арис, Арфара и Турия.

## Административное деление

Административное деление общины:
1 — Каламата
2 — по часовой стрелке сверху: Арфара, Турия, Арис

Община (дим) Каламата делится на 4 общинные единицы.